# Сухој Су-9 (1946)
Сухој Су-9/("К")  (рус. Сухой Су-9/("К")) је први млазни ловачки авион направљен у Совјетском Савезу непосредно после Другог светског рата. Авион је први пут полетео 13. новембра 1946. године. На основу овог авиона направљени су авиони Су-11/("КЛ") и Су-13/("КТ") у суштини исти авиони са другим моторима и мањим конструктивним изменама које су захтевали појачани мотори, тако да нећи бити погрешно ова два авиона третирати као модификације авиона Су-9 (1946)/("К"), иако је било промене и у аеродинамици авиона.

## Пројектовање и развој
Мада се на развоју турбомлазног мотора у Совјетском Савезу почело озбиљније радити 1939. године оснивањем центра у оквиру Лењинградске фабрике „Киров“, током рата се прилично заостало у том развоју у односу на Енглеску и Немачку. У току рата се експериментисало са разним комбинацијама погона авиона као што су комбинација клипног мотора и млазног погона, авион Сухој Су-5, или клипног мотора и ракетног мотора авион Су-7, али се увидело да је то слепи колосек и да се мора ићи смером развоја гасних турбина односно млазних мотора. Појавом млазних авиона при крају рата на противничкој страни и њихове карактеристике врло брзо су уверили Совјете да су много тога пропустили. Тако је маја месеца 1944. године донета уредба којом се од више независних истраживачких група које су до тада радиле на проблематици развоја млазних турбина формира јединсвени центар тј. експериментална база за развој млазних мотора у Москви. Крајем 1944. године, група под воћством А. М. Лјуљка (која је раније радила у фабрици „Киров"), је направила један експерименталан мотор Ц-18, који је почетком 1945. године био спреман за уградњу у авион.

### Су-9/("К")
Самоиницијативно се у ОКБ Сухој маја месеца 1944. године почело са развојем авиона ловца на млазни погон назван шифрованим именом „авион К“. С обзиром да није постојао домаћи мотор на млазни погон, одлучено је да се у овај авион уграде заробљени немачки млазни мотори Junkers JUMO 004B. Авион је био класичне конструкције, труп је био полу-монокок од челика и дуралуминијума са облогом од глатког алуминијумског лима. Имао је управна крила у односу на труп, трапезастог облика са заобљеним крајевима. Нападна ивица крила је била благо закошена. Испод крила на гондолама су се налазила два турбомлазна мотора са потиском од 8,8 kN сваки. Стајни трап је увлачећи, система трицикл са предњом (носном) ногом и удвојеним точковима, која се у току лета увлачила у труп авиона и две основне ноге испод крила авиона са по једним точком које су се у току лета увлачиле у крила авиона. Авион Су-9 је имао доста нових решења: први пут је примењено катапулт седиште пилота и падобрана за кочење авиона при слетању, управљање авионом је олакшано применом хидрауличног система, коришћени су ракетни мотори за олакшано полетање авиона. Ракетни мотори су били стандардна опција (бустер У-5 је имао 5,75 kN потиска) налазили су се са стране трупа и могли су да раде 8 sec, знатно су скраћивали полетни пут и време полетања што је за ловачке авионе било од великог значаја. Поред кочионог падобрана авион је имао и аеродинамичке кочнице које су се налазила на крилима између мотора и трупа авиона које су се користиле за успоравање авиона при слетању. Ове кочнице су се отварале са горње и доње стране крила. Авион је први пут полетео 13. новембра 1946. године а пробни пилот је био Г. М. Шијанов., испитивање авиона је завршено 25. јула 1947. године а јавности први пут приказан 3. августа 1947. Након завршеног и фабричког и државног испитивања авион је предложен за серијску производњу али се то није остварило. Су-9 је напуштен у корист напреднијег авиона Су-11/("КЛ")

### Су-11/("КЛ")
Почетком 1947. године донета је одлука да се један прототип двоседе варијанте авиона Су-9 модификује заменом немачких трофејних млазних мотора ЈУМО 004Б са снажнијим совјетским млазним моторима Љулка ТР-1 са потиском од 12,7 kN сваки. Мотори су уграђени у крило авиона (нису били на гондолама испод крила као што је то било код авиона Су-9/("К")), што је захтевало конструктивне измене крила авиона. Радови на измењеном прототипу су завршени у мају месецу 1947. године а први пробни лет овог авиона је обављен 28. маја 1947. Пробни пилот је био Г. М. Шијанов. и то је био први лет совјетског млазног авиона са домаћим млазним мотором. Љулка мотори су били испочетка веома непоуздани што је довело у питање комплетан пројекат. После дуже недоумице због недостатка поузданог мотора у току 1948. године се одустало од даљег развоја авиона Су-11/("КЛ")

### Су-13/("КТ")
Авион Су-13 је био даљи покушај побољшања авиона Су-9, користећи исти труп, редизајнирано крило и уградња нових мотора Климов РД-500 који је рађен по узору на Rolls-Royce Derwent са потиском од 15,6 kN сваки. Мотори су за разлику од Су-9 били постављени у крило авиона. Авион је био класичне конструкције направљене од челичних и дуралуминијумских профила а обложен алуминијумским лимом. Стајни трап је увлачећи, система трицикл са предњом (носном) ногом која се у току лета увлачила у труп авиона и две основне ноге испод крила авиона које су се у току лета увлачиле у крила. Пошто је био предвиђен као ноћни ловац авион је требало да буде опремљен радаром и са два топа Нуделман Н-37. Предвиђене су и разне варијанте наоружања са два топа НС-23 и једним топом Н-45 као и подвесно ношење једне бомбе од 500 kg или две бомбе по 250 kg тако да је авион у ствари припадао класи ловаца бомбардера. Иначе је авион од својих претходника Су-9 и Су-11 преузео и све новотарије као што су: избациво пилотски седиште, хидраулично управљање, аеродинамичке кочнице, ракетни мотори (бустери) за полетање и падобран за кочење авиона на писти при слетању. Предвиђена максимална брзина испод 1.000 km/h је сматрана за недовољну па је из тог разлога пројект напуштен и пре завршетка прототипа.
Многи аутори (нарочито западни) сматрају да је авион Су-9/("К") и његове модификације Су-11/("КЛ") и Су-13/("КТ") у ствари представљају совјетски Месершмит Me 262, он додуше има сличности али је то био много модернији авион са низом новитета које није имао Me 262.

## Наоружање
| Наоружање авиона: Сухој Су-9/("К") |                                                                          |
| Ватрено (стрељачко) наоружање      |                                                                          |
| Топ                                |                                                                          |
| Број и ознака топа                 | 1 х Н-37 Нуделман; или 1 х Н-45 Нуделман; или 2 х НС-23 Нуделман-Суранов |
| Број граната                       | 200                                                                      |
| Калибар                            | 37mm или 45 или 23                                                         |
| Митраљез                           |                                                                          |
| Бомбардерско наоружање (бомбе)     |                                                                          |
| Класичне авио бомбе                | 1 х или 2 х                                                              |
| Укупна маса                        | 500                                                                      |
| Број тачака за подвешавање         | 4                                                                        |
| Ракетно наоружање (ракете)         |                                                                          |
| Број и ознака ракета               | прц 2                                                                    |

## Упоредне карактеристике
| Карактеристика         | Су-9/"К“ (1946)    | Су-11/"КЛ“ (1947) | Су-13/"КТ“ (1948) |
| ---------------------- | ------------------ | ----------------- | ----------------- |
| Посада                 | пилот              | пилот             | пилот             |
| Дужина (m)              | 10,55              | 10,55             | 10,93             |
| Висина (m)              | 3,40               | 3,64              | 3,78              |
| Размах крила ()        | 11,20              | 11,80             | 11,80             |
| Површина крила ()      | 20,20              | 22,20             | 24,80             |
| Маса празног авиона (kg) | 4.060              | 4.060             | 4.055             |
| Максимална маса (kg)     | 6.184              | 6.350             | 6.436             |
| Врста мотора           | турбо млазни       | турбо млазни      | турбо млазни      |
| Мотор                  | 2 × Тумански РД-10 | 2 × Лјуљка ТР-1   | 2 × Климов РД-500 |
| Потисак (kN)             | 2 × 8,8            | 2 × 12,7          | 2 × 15,6          |
| Максимална брзина (km/h)   | 847                | 940               | 960               |
| Плафон лета (m)         | 12.800             | 13.000            | -                 |
| Долет (km)               | 1.140              | 1.200             | 1.550             |
| Брзина пењања (m/min)       | 950                | -                 | -                 |
| Маса бомби (kg)          | 500                | 500               | 500               |

## Оперативно коришћење
Пројект авиона Сухој Су-9/("К") (и његових модификација Су-11/("КЛ") и Су-13/("КТ")) је остао на нивоу прототипа. Али је био јако користан за стицање искуства како пројектаната тако и пилота и осталог особља за нову наступајућу еру млазне авијације. Прототипове ових авиона је произвео Авио завод 134 из Москве.

## Земље које су користиле овај авион
| - СССР |